# Kopyto końskie

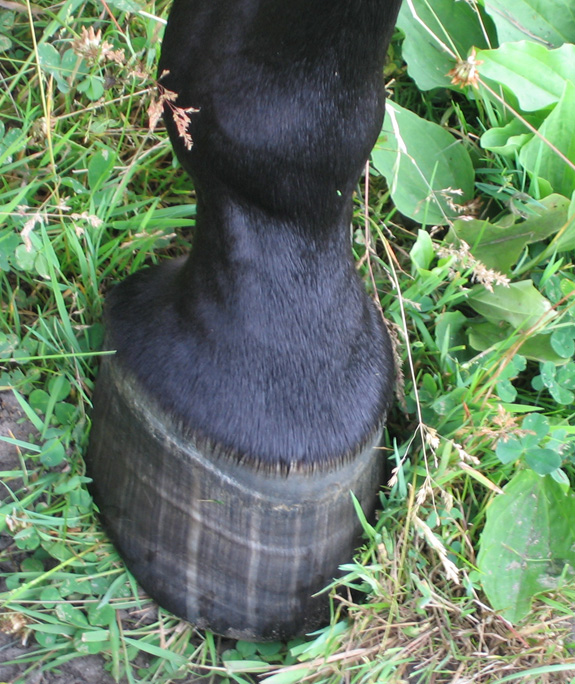
Końskie kopyto bez podkowy

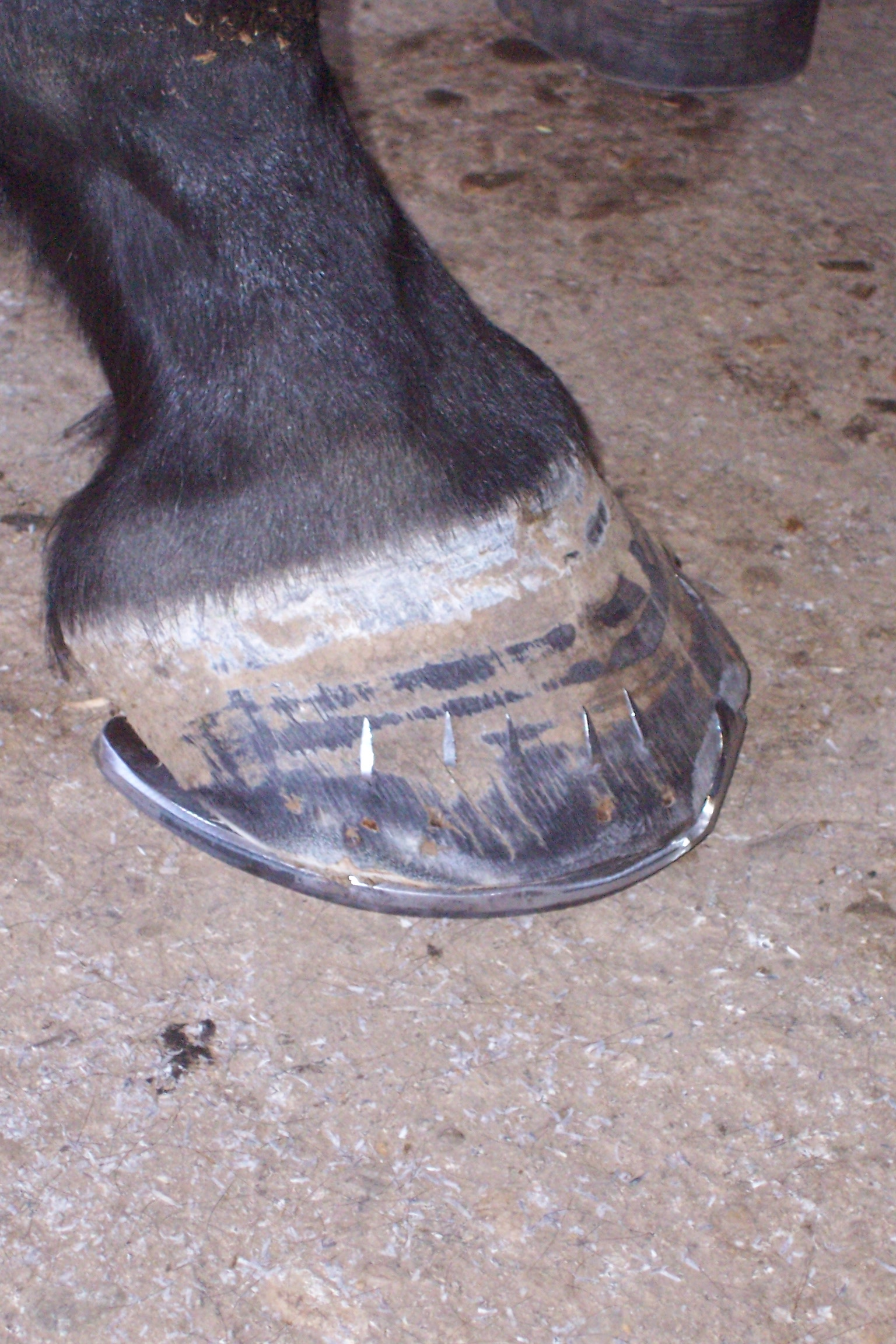
Końskie kopyto z podkową

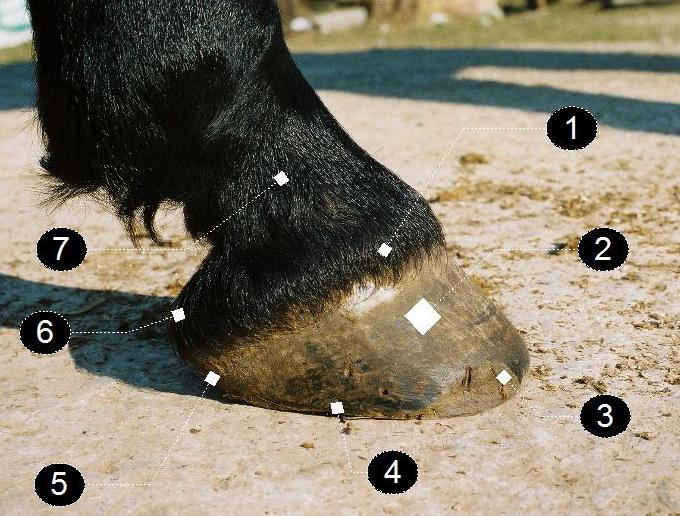
Rys. 3. 1 – koronka, 2 – ściana puszki kopytowej, 3 – ściana przednia (przodek), 4 – ściany boczne, 5 – ściany wsporowe, 6 – piętka, 7 – pęcina

Kopyto konia składa się z trzeciego (dalszego) członu palcowego (kości kopytowej), trzeszczki kopytowej, chrząstek, stawu kopytowego oraz obejmującej całość puszki kopytowej. Kość kopytowa jest otoczona silnie ukrwionym i złożonym z wielu warstw tworzywem kopytowym.

## Narastanie kopyta
Narastanie rogu kopytowego następuje od góry ku dołowi:
- ściana przednia puszki kopytowej narasta 10–12 mm/miesiąc
- ściana boczna narasta 7–8 mm/miesiąc
- ściana przedkątna narasta 5–6 mm/miesiąc

Są to wartości orientacyjne i zależą od bardzo wielu czynników: rasy, żywienia, warunków bytowania, klimatu, rodzaju wykonywanej pracy itp.

## Pielęgnacja
Bardzo ważnym zadaniem hodowcy jest codzienna i okresowa pielęgnacja kopyt:
- Pielęgnacja codzienna – prawidłowe warunki zoologiczne w stajni i na wybiegu (odpowiednia wilgotność, sucha ściółka) oraz czyszczenie i mycie końskich kopyt. Kopyta czyści się za pomocą kopystki. Brak higieny powoduje najczęściej gnicie strzałki gąbczastej kopyta. Zaleca się także smarowanie (uprzednio oczyszczonych) kopyt specjalnym tłuszczem, by nie stały się kruche[1].
- Pielęgnacja okresowa – regularne rozczyszczanie (tzw. struganie lub tarnikowanie) końskich kopyt przez wykwalifikowanego kowala-podkuwacza. U koni bez podków powinno się je powtarzać co ok. 4 tygodnie, u koni w podkowach – co ok. 6 tygodni. Struganie może mieć także charakter stopniowo korygujący budowę kopyta, podobnie jak podkuwanie[1]. Tym niemniej, konie powinno się podkuwać tylko w uzasadnionych przypadkach, po konsultacji z podkuwaczem, gdyż zbędne podkuwanie zdrowych kopyt może je osłabić.

## Budowa kopyta
Prawidłowo ukształtowane przednie kopyto powinno być zaokrąglone w części palcowej (przedniej) i szersze przy piętce (części tylnej). Najgrubsza jest ściana przednia kopyta; ściana boczna (tzw. ściana przekątna) jest grubsza przy piętce. Ponad ścianą kopyta widoczna jest wstęga koronki rogotwórczej, której uszkodzenie powoduje niepełny wzrost ściany. Podeszwa kopyta przedniego powinna być umiarkowanie wklęsła, a idealny kąt nachylenia czoła ściany przedniej do podeszwy wynosi 45-50 stopni. Kopyto tylne charakteryzuje się bardziej spiczastą częścią palcową i bardziej wklęsłą podeszwą. Niektórzy znawcy twierdzą, że kąt między ścianą przednią a podeszwą tylnego kopyta powinien wynosić 50-55 stopni; inni uważają, że powinien wynosić 55-60 stopni. Od strony podeszwy we wszystkich czterech kopytach widoczna jest tzw. strzałka (nazwa pochodzi od kształtu przypominającego grot strzały). Mieści się w tylnej połowie podeszwy i dzieli ja na dwie mniej-więcej równe części. Strzałka jest zbudowana z tworzywa kopytowego o konsystencji gumy i pod obciążeniem ciężarem ciała konia dotyka podłoża. W miejscu łączenia podeszwy ze ścianą kopyta widoczna jest tzw. linia biała.

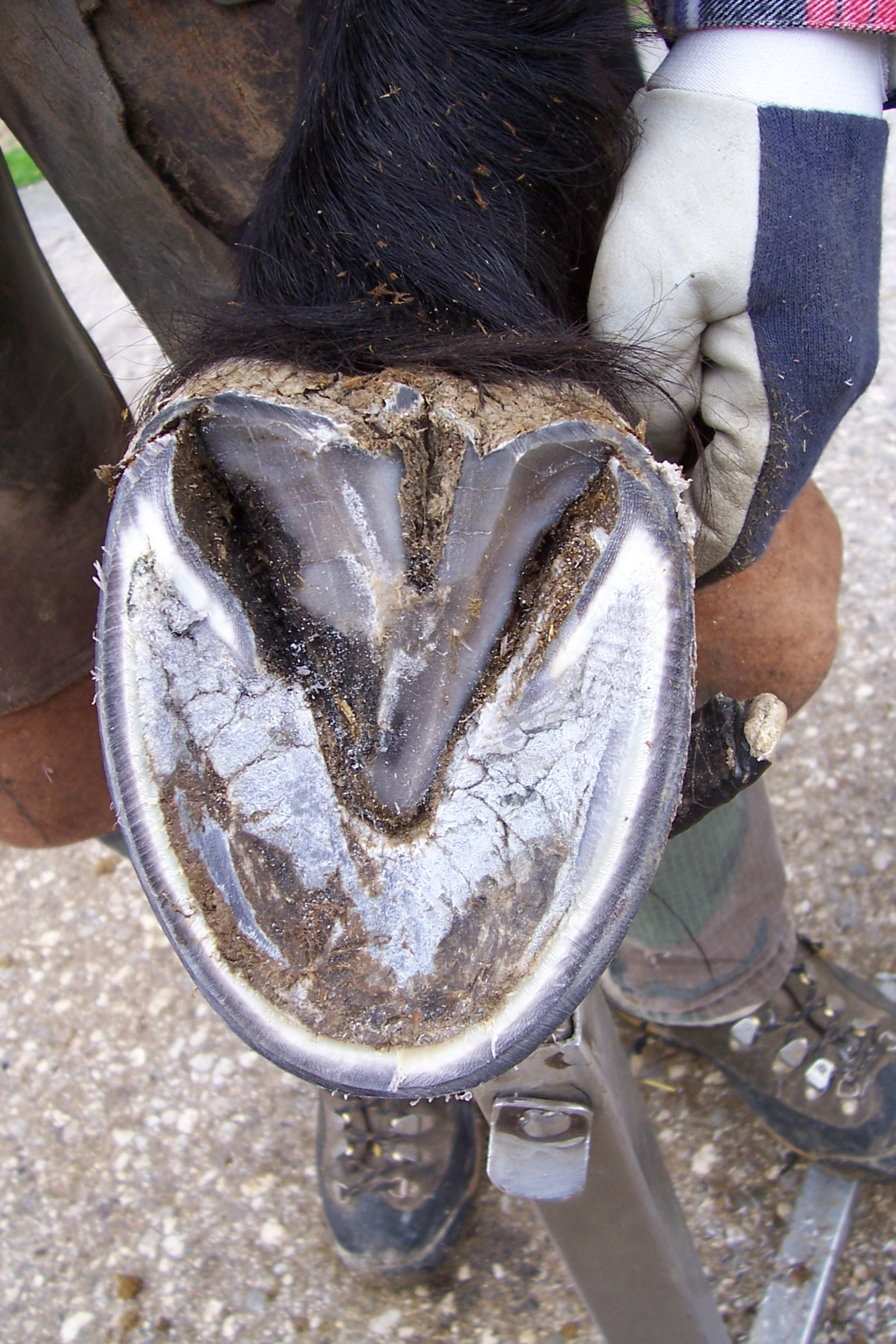
Podeszwa kopyta tylnego
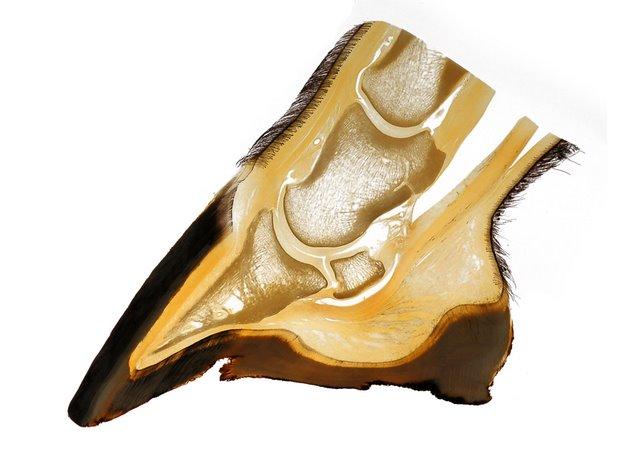
Przekrój końskiego kopyta
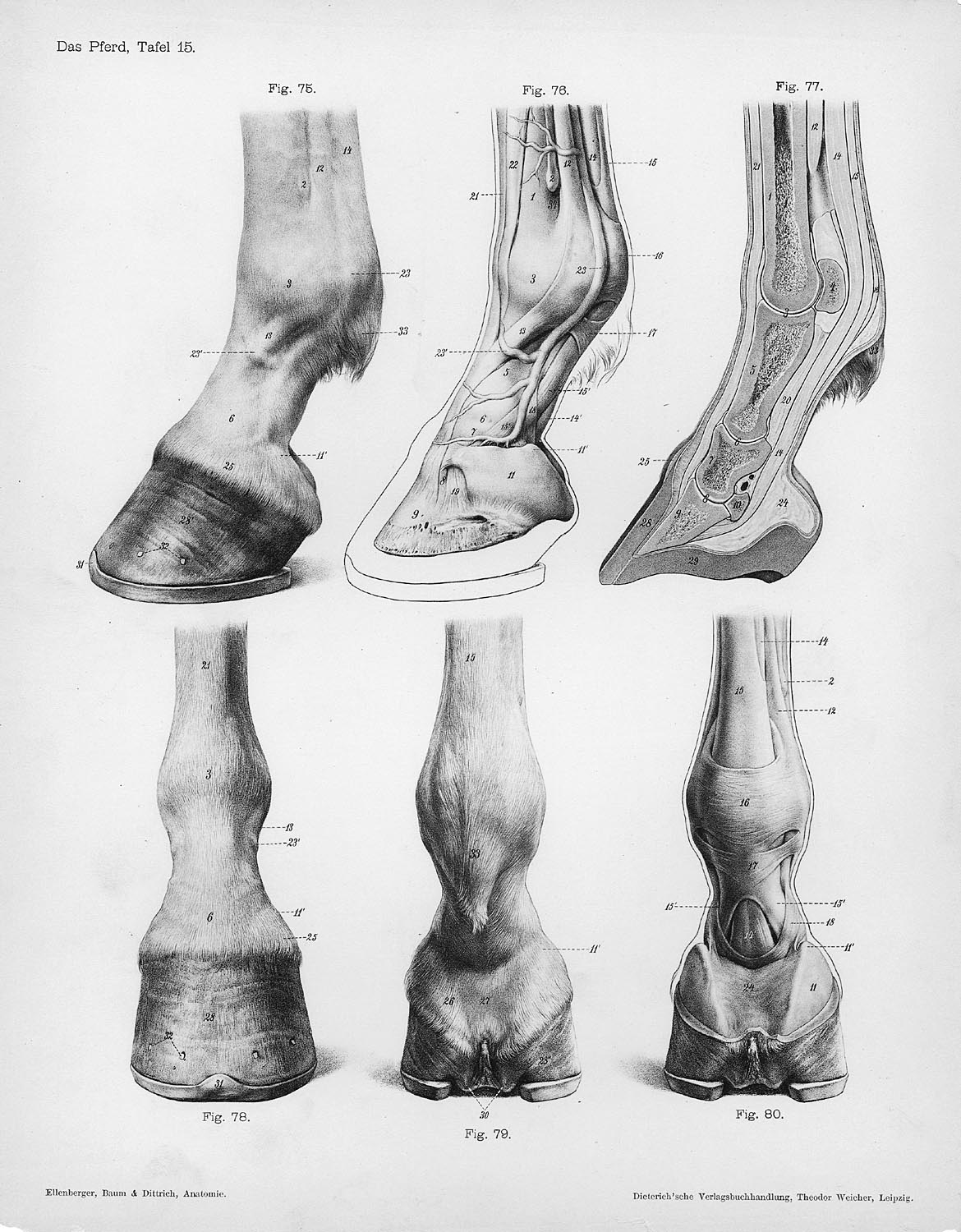
Anatomia kopyta a podkuwanie
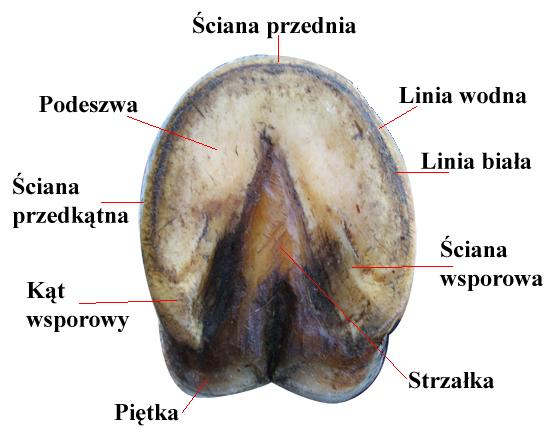
Podstawowe części kopyta końskiego

## Ochwat
Bardzo niebezpieczną chorobą kopyt jest ochwat. Ochwat może być ostry lub przewlekły. Podczas ochwatu, w kopycie rozwija się stan zapalny, powodując oddzielenie się puszki kopytowej od warstwy twórczej kopyta. Ochwat powodowany jest m.in. podawaniem zbyt dużej ilości wysokobiałkowego pożywienia w połączeniu z brakiem regularnego ruchu. Ochwat jest bardzo bolesny dla konia. Najczęściej koń przyjmuje pozycję podobną do siedzącego psa, aby odciążyć przednie kopyta lub ciągle przestępuje z nogi na nogę (gdy choroba dotyka wszystkich kopyt). Koń nie je, poci się, drży i porusza z trudem. Chore kopyto jest wyczuwalnie gorące. Ochwat wymaga jak najszybszej interwencji lekarza weterynarii.